# Rosa stylosa
Rosa stylosa är en rosväxtart som beskrevs av Nicaise Auguste Desvaux. Rosa stylosa ingår i släktet rosor, och familjen rosväxter. Inga underarter finns listade i Catalogue of Life.

## Bildgalleri

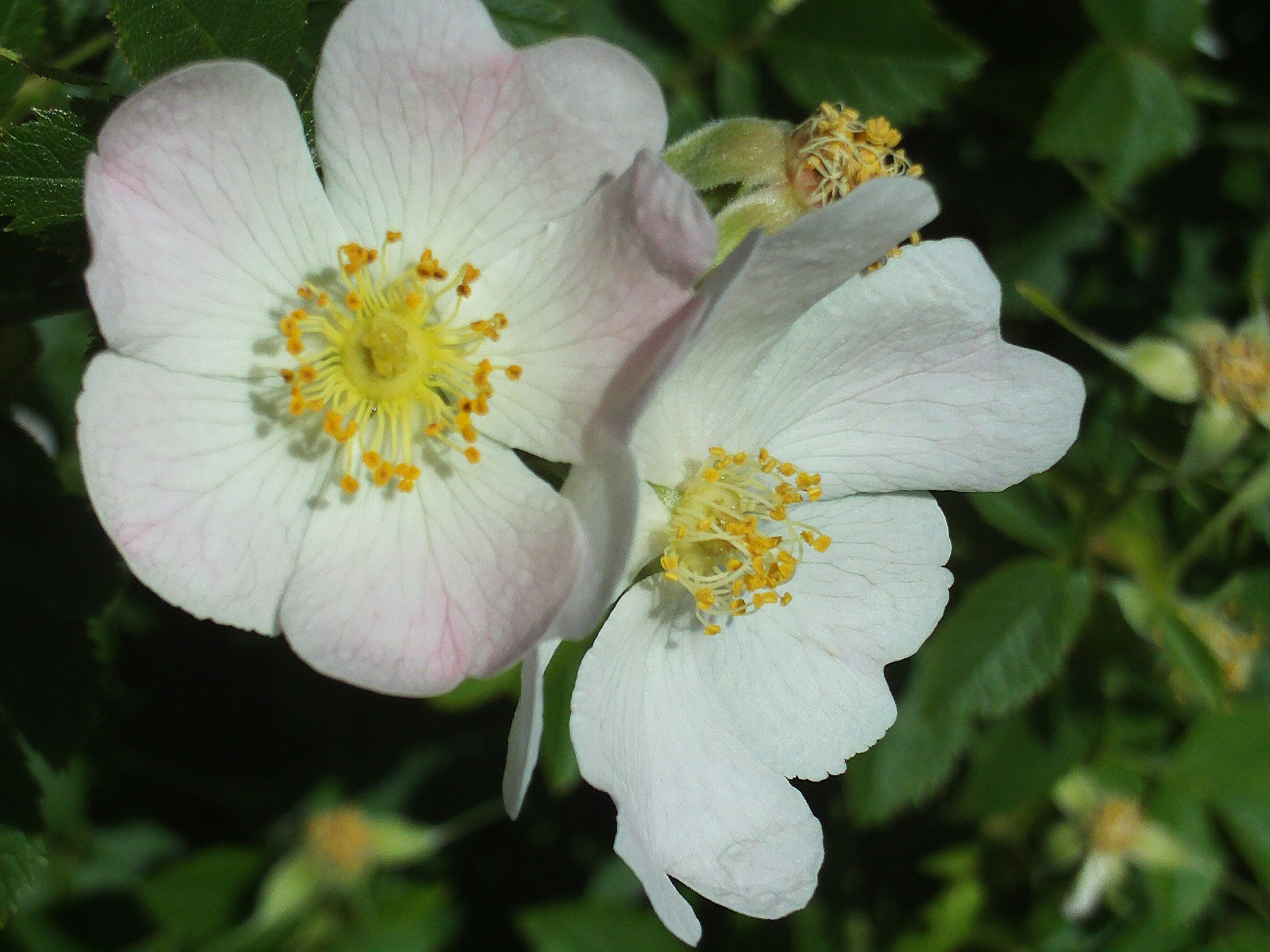